# Загородище
Загородище (укр. Загородище) — село в Чернобаевском районе Черкасской области Украины.
Население по переписи 2001 года составляло 210 человек. Почтовый индекс — 19950. Телефонный код — 4739.

## Местный совет
19950, Черкасская обл., Чернобаевский р-н, с. Ирклиев, ул. Ленина, 7

## История
- Была приписана к Троицкой и Николаевской церквям в Ирклиеве
- Есть на карте 1826—1840 годов.[1]

- В 1862 году было 112 дворов где проживало 726 человек (336 мужского и 390 женского пола)[2]